# Cophixalus viridis
Espèce
Cophixalus viridis est une espèce d'amphibiens de la famille des Microhylidae.

## Répartition
Cette espèce est endémique de la Province ouest en Papouasie-Nouvelle-Guinée. Elle se rencontre à environ 1 600 m d'altitude dans les monts Muller.

## Description
Les 2 mâles adultes observés lors de la description originale mesurent entre 16,0 mm et 16,2 mm et les 6 femelles adultes observées lors de la description originale mesurent entre 15,8 mm et 20,1 mm.

## Étymologie
Son nom d’espèce, du latin viridis, « vert », lui a été donné en référence à sa coloration dorsale.

## Publication originale
- Günther, Richards & Dahl, 2014 : Nine new species of microhylid frogs from the Muller Range in western Papua New Guinea (Anura, Microhylidae). Vertebrate Zoology, Dresden, vol. 64, p. 59–94 (texte intégral).